# Trypanidius insularis
Trypanidius insularis là một loài bọ cánh cứng trong họ Cerambycidae.